# パスカルの蝸牛形

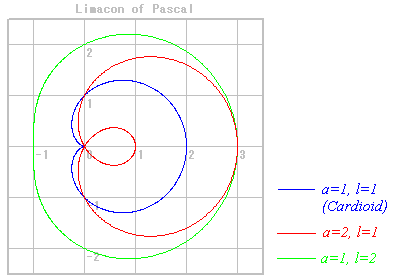
パスカルの蝸牛形

パスカルの蝸牛形（パスカルのかぎゅうけい、limaçon of Pascal）は極座標の方程式
{\displaystyle r=a\cos \theta +l}
によって表される曲線である。単にリマソンとも称する。
直交座標の方程式では
{\displaystyle (x^{2}+y^{2}-ax)^{2}-l^{2}(x^{2}+y^{2})=0}
と表され、x軸に対して線対称である。
パラメータ表示では
{\displaystyle {\begin{aligned}x&=(a\cos \theta +l)\cos \theta ,\\y&=(a\cos \theta +l)\sin \theta \end{aligned}}}
と表され、弧長 {\displaystyle s(\theta )} は第二種楕円積分 {\displaystyle E(\varphi ,k)} を用いて
{\displaystyle s(\theta )=2(a+l)E\left({\frac {\theta }{2}},{\frac {2{\sqrt {al}}}{a+l}}\right)}
と表される。
a = l のときカージオイドとなる。